# Classe Momi

La Classe Momi est une classe de destroyers de 2e classe de la Marine impériale japonaise mise en service juste après la fin de la Première Guerre mondiale.

Obsolète dès le début de la Guerre du Pacifique cette classe de destroyers est reléguée à des rôles secondaires de patrouilleur ou de ravitailleur à grande vitesse.

## Contexte
La construction de la classe Momi de destroyers moyens a été autorisée dans le cadre de l'exercice 1918-1920 du Ministère japonais de la Marine appelé Flotte huit-huit, en accompagnement de la classe Minekaze de grands destroyers de 1e classe avec laquelle elle avait de nombreuses caractéristiques communes de conception. Ces navires ont été produits dans plusieurs chantiers navals du Japon. Les sept derniers navires prévus pour cette série ont été annulés, et re-commandé comme nouveaux destroyers de la classe Wakatake en 1919.
Durant l'entre-deux guerres ces unités ont été formées en escadron de 2 à 4 navires constituant la colonne vertébrale de la Marine impériale japonaise.

## Conception
La classe Momi était un développement des destroyers de 2ee classe Enoki, en s'appuyant sur la même base de coque. De plus petites tailles, ils étaient comparables aux corvettes de la Royal Navy.
Les caractéristiques principales en sont l'incorporation de certains éléments des destroyers allemands de la Kaiserliche Marine capturés pendant la Première Guerre mondiale, comme l'allongement du gaillard d'avant permettant un bon abri du début avant du pont avant. Cette disposition offrait l'avantage d'une zone semi-protégée pour les tubes lance-torpilles avant , mais avec le désavantage de devenir inondée dans les mers fortes.
En comparaison avec la classe Minekaze, la plus petite taille a nécessité la réduction de quatre chaudières à trois et l'adoption de turbines plus légères à entraînement direct de type Parsons réduisant la puissance de 38.500 ch à 21.500 ch. En outre, la réserve en mazout a été abaissée à 275 tonnes.
Comme la technologie de turbine à grande vitesse n'était pas encore au point, la clesse Momi a expérimenté plusieurs motorisations : John Brown & Company sur les Kaya, Warabi et Tade, Parsons Marine Steam Turbine Company sur les Hishi et Hasu, Escher Wyss & Cie sur le Sumire, Mitsubishi Heavy Industries sur le Kaki et le Kampon sur les autres.

## Service
En raison de leur faible tirant d'eau, les destroyers de classe Momi se sont avérés excellents pour leurs missions dans les eaux côtières. Ils ont été utilisés le long de la côte de la Chine pour soutenir les débarquements amphibies au cours de la Seconde Guerre sino-japonaise.

Un certain nombre de navires ont été perdus ou éliminés au cours de la période d'entre deux-guerres. Aussi en 1939, Aoi, Fuji, Hagi, Hishi, Kiku, Satsuki, Tade, Tsuta et Yomogi ont été retirés du service de combat de première ligne et reconvertis en navires de patrouille. Une de leurs chaudières a été enlevée réduisant leur vitesse à 18 nœuds pour une puissance de 12.000 cv. Les tubes lance-torpilles sont aussi débarqués pour être remplacé par des canons automatiques de 25 mm de défense aérienne, et des lanceurs de charges de profondeurs pour la lutte anti-sous-marine.

Au cours de 1941-1942, ces navires sont encore modifiés pour transporter 150 hommes de troupe et opérer leur débarquement sur les plages.
En 1940, Ashi, Kaki, Nine, Sumire et Take ont été désarmés et utilisés comme navires de formation.

Entre 1942 et 1943, les survivants de la classe, Tsuga, Hasu et Kuri ont eu un changement d'armement : les deux canons de 120 mm du milieu ont été remplacés par deux triples canons automatiques AT/AA de 25 mm
Le Tsuga a été coulé par une attaque aérienne le 15 janvier 1945. Le Hasu a été capturé et abandonné à la fin de la guerre. Le Kuri a été capturé (mais a coulé après avoir heurté une mine en Corée le 8 octobre 1945.

## Les unités
- Momi (Arsenal naval de Yokosuka - 1919) - désarmé en 1932
- Kaya (Arsenal naval de Yokosuka - 1920) - désarmé en 1940
- Nashi (Chantier naval Kawasaki de Kobe - 1919) - désarmé en 1940
- Take (Chantier naval de Kobe - 1919) - détruit en 1948
- Kaki (Compagnie des docks d'Uraga - 1920) - détruit en 1945
- Tsuga (Arsenal naval de Kure - 1920) - coulé le 15 janvier 1945
- Nire (Arsenal naval de Kure - 1920) - détruit en 1948
- Kuri (Arsenal naval de Kure - 1920) - coulé le 8 octobre 1945
- Kiku (Chantier naval Kawasaki de Kobe - 1919) - coulé le 30 mars 1944
- Aio (Chantier naval Kawasaki de Kobe - 1919) - détruit le 15 janvier 1942
- Hagi (Compagnie des docks d'Uraga - 1921) - détruit le 15 janvier 1942
- Fuji (Chantiers navals Fujinagata - 1921) - détruit le 10 août 1946
- Susuki (Ishikawajima-Harima Heavy Industries Co., Ltd, - 1921) - coulé le 6 mars 1943
- Hishi (Compagnie des docks d'Uraga - 1922) - coulé le 1er avril 1940
- Hasu (Compagnie des docks d'Uraga - 1922) - désarmé le 12 octobre 1945
- Warabi (Chantiers navals Fujinigata - 1921) - coulé le 27 août 1927
- Tade (Chantiers navals Fujinigata - 1922) - coulé le 23 avril 1943
- Sumire (Ishikawajima-Harima Heavy Industries Co., Ltd, - 1923) - détruit en 1948
- Tsuta (Chantier naval Kawasaki de Kobe - 1921) - coulé le 2 septembre 1942
- Ashi (Chantier naval Kawasaki de Kobe - 1921) - détruit en 1947
- Yomogi (Ishikawajima-Harima Heavy Industries Co., Ltd, - 1923) - coulé le 10 mars 1945